# Diego De Minicis
Diego Muzio Vedasto De Minicis (Petriolo, 7 febbraio 1913 – Filonowo, 22 agosto 1942) è stato uno scultore e pittore italiano.
È stato allievo all'Accademia di Brera di Francesco Messina.

## Biografia

L’assalto all’Avanti! e la morte di Spadoni, 1935, Milano

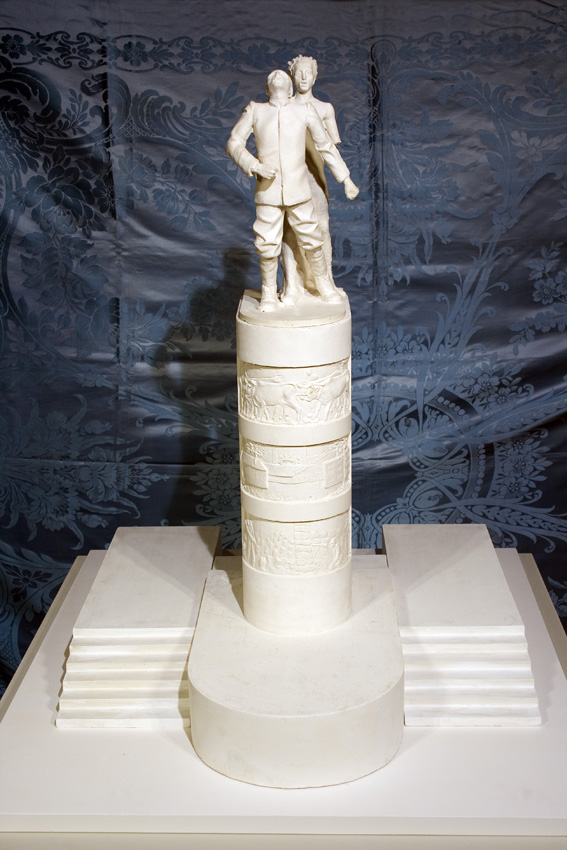
Bozzetto del monumento a Filippo Corridoni per il concorso indetto dal Comune di Pausula

Nel 1921 a Petriolo giunge il pittore Ciro Pavisa, chiamato a dipingere nel Santuario della Madonna della Misericordia di Petriolo Il miracolo dei Buoi. Il piccolo De Minicis, allora bambino di otto anni, rimane affascinato dall'opera del pittore. A 16 anni si iscrive al Liceo Artistico di Brera a Milano dove si diploma all'età di 20 anni. L'anno seguente si iscrive all'Accademia e a 24 anni ne esce. Suo maestro fu Francesco Messina. In questo periodo milanese, crea numerosi lavori che sono andati perduti, ma di cui resta la memoria fotografica, tramandataci dallo stesso autore, che ha fotografato la maggior parte delle sue opere.
Nel 1935 presenta ai Prelittoriali dell’arte al Castello Sforzesco di Milano un altorilievo dal titolo: L'assalto all'Avanti! e la morte di Spadoni. La foto dell'opera è pubblicata su Il Popolo d'Italia del 19 marzo 1935 e nella didascalia si dichiara che l'autore Diego De Minicis presenta l'opera al castello Sforzesco. Questa è un'opera perduta, forse distrutta dall'Accademia, dato che De Minicis, impegnato in guerra non poteva rispondere alle lettere di sollecitazione a ritirare le opere lasciate in deposito.
Nonostante la giovanissima età lavora intensamente e produce un gran numero di opere di cui resta solo una parte. 
Appena laureato all'Accademia gli si prospettano alcune opportunità per la sua carriera:
- Sostituire Sandro Cherchi (impegnato nel servizio militare) al Liceo Artistico, come assistente di ornato modellato. Restano a testimonianza la lettera ufficiale dell'Accademia a firma del Direttore, Avv. Guido Pesenti, datata 16/10/1941 e due lettere precedenti di Messina;
- La richiesta di Messina di aiutarlo nel lavoro insieme allo scultore Panciera;
- La richiesta del pittore Vincenzo Monti di entrare nel cenacolo di artisti che stava costituendo e che avrebbe compreso: Monti, Bonifazi, Ciarrocchi, Mainini, Luchetti;
- Il contratto per la creazione di una Via Crucis in gesso per il Santuario della Madonna della Misericordia di Petriolo.

Lo scultore riesce a portare a termine solo due stazioni della Via Crucis .
Muore infatti a 29 anni il 22 agosto del 1942 nella battaglia del Don, in Russia, e viene sepolto a Filonowo. I suoi resti, ritrovati dopo molti anni sono stati a lui ricondotti per mezzo di una placca metallica di riconoscimento. Traslati a Petriolo ora riposano presso il Sacrario dei Caduti delle Guerre, insieme a quelli di altri tre Petriolesi.

## Opere
Della sua opera di scultore restano 15 volti, due stazioni della Via Crucis, una resurrezione, una crocefissione, il bozzetto del monumento a Filippo Corridoni, il busto del cugino, l'Avv. Delio De Minicis, il modellino in legno della tomba del cugino Delio De Minicis (completamente realizzata a Sarnano), il volto angelicato in marmo della figlia di Delio De Minicis, morta prematuramente, che sovrasta la porta d'ingresso alla tomba, il modellino in gesso della tomba della famiglia Savini Brandimarte (mai realizzata), una creta raffigurante un nudo di donna accovacciata, un bassorilievo raffigurante il volto del Duce.
Inoltre resta un buon numero di disegni e alcuni dipinti. Parte dei disegni sono degli studi preparatori delle sue opere.

Busto
Busto di Delio De Minicis, parente dello scultore
Nudo di uomo di spalle
Disegno di "ragazzo"
Disegno di "bambino"
Disegno di "bambino con cappello"